# 1889年1月1日日食
1889年1月1日日食为一次在协调世界时1889年1月1日（俄罗斯极东部沿海地区为1月2日）出現的日全食。該次日食食分為1.0262，食甚維持2分17秒。

## 概述
這次日食的食分是1.0262，全食維持2分17秒。

## 基本參數
- 類型：日全食
- 食甚資料：
  - 日期：1889年1月1日
  - 時間：21時16分50秒
  - 地點：37N 138W
  - 食分：1.0262
  - 日全食持續時間：2分17秒

## 外部連結
- NASA日食專頁（页面存档备份，存于）（英文）